# Quercus arkansana
Quercus arkansana es una especie del género Quercus dentro de la familia de las Fagaceae. Está clasificada en la Sección Lobatae; que tienen los estilos largos, las bellotas maduran en 18 meses y tienen un sabor muy amargo. Las hojas suelen tener lóbulos con las puntas afiladas, con cerdas o con púas en el lóbulo.

## Distribución y hábitat
Es un endemismo de los Estados Unidos donde se distribuye por Arkansas, sudoeste de Georgia, noroeste de Florida, Alabama, Luisiana y el este de Texas, entre 50 a 150 metros de altitud.

## Descripción
Quercus arkansana puede alcanzan un tamaño de 18 m de altura, pero lo que es habitual es que mida entre 6 a 9 m. Es de crecimiento lento y tiene una vida corta. La corteza es rugosa y negra, profundamente sourcada. Las ramas tienen un color gris pubescente con lenticelas visibles. Los brotes son de color marrón, glabros, de entre 2 a 5 mm de largo. Las hojas de 5 a 13 cm de largo, y de 2,5 a 6 cm de ancho, obovadass a romboidales, base cuneada, ápice redondeado, de color verde. Las flores aparecen en la primavera. Las bellotas son solitàrias o en parejas de 1,2 cm de longitud, globosas, sésiles.

## Taxonomía
Quercus arkansana fue descrita por Charles Sprague Sargent y publicado en Trees and Shrubs 2(3): 121–122, pl. 152. 1911.
Etimología
Quercus: nombre genérico del latín que designaba igualmente al roble y a la encina.
arkansana: epíteto geográfico que alude a su localización en Arkansas.
Sinonimia
- Quercus arkansana var. caput-rivuli (Ashe) Ashe
- Quercus caput-rivuli Ashe[3][4]